# Panacea (mitología)

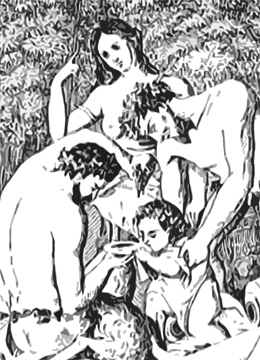
Panacea ayuda al enfermo. Detalle de un grabado del médico veronés J. Gazola (1716).

En la mitología griega Panacea (en griego antiguo Πανάκεια Panákeia) es la diosa que simboliza la «curación universal»,  gracias a las plantas.  Era hija de Asclepio y Lampetia, hija de Helios.  La Suda nos dice Asclepio y Epíone engendraron cinco hijas: Higía, Egle, Yaso, Aceso y Panacea.  Estas diosas pertenecen de manera natural al cortejo de Asclepio como dios de la medicina y sus nombres hacen referencia etimológica a los conceptos de la curación, el remedio y la salud.
El juramento hipocrático ensalza a los dioses principales a los que se encomienda un médico, entre ellos Apolo Médico, Asclepio, Higía y Panacea.
En la región de Oropo, entre el Ática y la tierra de Tanagra, existía un templo de Anfiarao, célebre por sus curaciones. Una de las partes del altar está consagrado a Afrodita, Panacea, Yaso, Higía y Atenea Peonia («Curadora»).
Aristófanes, proponiendo una situación cómica, narra que dos atenienses intentan curar la ceguera de Pluto. Asclepio se les aparece con sus dos hijas Yaso y Panacea. Como Yaso «rugió un poco» (refiriéndose a una flatulencia) Panacea se dio la vuelta, echándose la mano a la nariz.
Se dice que Quirón se encontró por primera vez una raíz medicinal y la llamó centáurea en honor a los suyos. La encontró en una colina nevada del Pelión y se fijó en ella. Es útil por lo que los hombres la llaman panacea («que todo lo cura»).
Se decía que Panacea tenía una cataplasma o poción con la que curaba a los enfermos. Esto trajo consigo el concepto de panacea en medicina, una sustancia para curar todas las enfermedades. El término también se utiliza en sentido figurado como algo destinado a resolver por completo un gran y multifacético problema.